# Sethu
Sethu (* 21. November 1997 als Marco De Lauri in Savona) ist ein italienischer Popsänger.

## Werdegang
Das Pseudonym Sethu bezieht sich auf das Album At the Gate of Sethu der Metalband Nile. Sethu sammelte erste musikalische Erfahrungen zusammen mit seinem Zwillingsbruder Jiz in den Genres Punk und Hip-Hop. Nachdem die beiden nach Mailand gezogen waren, veröffentlichte Sethu 2018 die EP Spero ti renda triste…, produziert von Jiz. Ab 2019 sorgte er mit mehreren Singles im Internet für Aufmerksamkeit. Nachdem er sich mehr in Richtung Pop orientiert und vermehrt mit anderen Musikern zusammengearbeitet hatte (so trat er als Opening Act für die Pinguini Tattici Nucleari und Willie Peyote auf), unterschrieb er 2022 einen Plattenvertrag bei Carosello Records. Bei Carosello debütierte er mit der Single Giro di notte, mit der er größere Bekanntheit erreichte.
Durch den Wettbewerb Sanremo Giovani qualifizierte Sethu sich 2022 für die Teilnahme am Sanremo-Festival 2023.

## Diskografie
EPs
- Spero ti renda triste… (2018)

Singles (Auswahl)
- Giro di notte (2022)
- Sottoterra (2022)
- Cause perse (2023)

## Belege
1. ↑  Vincenzo Chianese: Sanremo 2023, uno dei Big in gara si è presentato sul palco con il fratello gemello. In: Novella 2000. 11. Februar 2023, abgerufen am 13. Februar 2023 (italienisch).
2. 1 2  Andrea Pascoli: Sethu a Sanremo giovani con ‘Sottoterra’: “La musica mi fa sentire diverso e speciale”. In: Repubblica.it. 16. Dezember 2022, abgerufen am 20. Januar 2023 (italienisch).
3. ↑  Sethu, biografia. Rai, abgerufen am 20. Januar 2023 (italienisch).
4. ↑  Chartquellen: IT

| Personendaten    | Personendaten                 |
| ---------------- | ----------------------------- |
| NAME             | Sethu                         |
| ALTERNATIVNAMEN  | De Lauri, Marco (Geburtsname) |
| KURZBESCHREIBUNG | italienischer Popsänger       |
| GEBURTSDATUM     | 21. November 1997             |
| GEBURTSORT       | Savona                        |